# Анна Мария Франциска фон Саксония-Лауенбург
Анна Мария Франциска фон Саксония-Лауенбург (на немски: Anna Maria Franziska von Sachsen-Lauenburg; * 13 юни 1672, Нойхауз на Елба; † 15 октомври 1741, Райхщат) от род Аскани, е принцеса от Саксония-Лауенбург и чрез женитби пфалцграфиня на Пфалц-Нойбург и велика херцогиня на Тоскана (1723 – 1737).

## Живот
Тя е най-възрастната дъщеря на херцог Юлиус Франц фон Саксония-Лауенбург (1641 – 1689) и пфалцграфиня Хедвиг фон Пфалц-Зулцбах (1650 – 1681), от фамилията Вителсбахи, дъщеря на пфалцграф Христиан Аугуст. През 1676 г. фамилията се мести в дворец Шлакенверт в Бохемия. След смъртта на баща ѝ тя и по-малката ѝ сестра Франциска Сибила Августа са поставени под опекунството на император Леополд I (1640 – 1705).
Анна Мария Франциска се омъжва на 29 октомври 1690 г. в Рауднитц за принц и пфалцграф Филип Вилхелм Август фон дер Пфалц (1668 – 1693) от род Вителсбахи. Най-голямата му сестра Елеонора Магдалена е омъжена от 1676 г. за император Леополд I. Той умира след три години на 24-годишна възраст от висока температура.
На 2 юли 1697 г. Анна Мария Франциска се омъжва в Дюселдорф за Джан Гастоне де Медичи (1671 – 1737), велик херцог на Тоскана. Следващата година той отива във Франция и през 1708 г. се разделят. Джан Гастоне живее във Флоренция, а Анна Мария Франциска остава в бохемските си земи, най-вече в Райхщат (днес Закупи). Те повече не се виждат.
През 1723 г. тя довършва църквата в Политц. Анна Мария Франциска умира като последна от рода на херцозите на Лауенбург и е погребана до първия си съпруг в градската църква в Райхщат.

## Деца
Анна Мария Франциска и Филип Вилхелм Август имат децата:
- Леополдина Елеонора (1691 – 1693)
- Мария Анна Каролина (1693 – 1751), омъжена 1719 г. за принц Фердинанд Баварски (1699 – 1738)